# The Witness (Afrique du Sud)
Pour les articles homonymes, voir The Witness.
The Witness (appelé Natal Witness jusqu'en 2007) est un quotidien national d'Afrique du Sud imprimé en langue anglaise à Pietermaritzburg, province du KwaZulu-Natal. Distribué également dans la province du Gauteng et la région du Transkei, c'est le plus ancien quotidien d'Afrique du Sud. Le journal est édité et distribué à 25 000 exemplaires par le groupe Natal Witness et lu quotidiennement par 167 000 lecteurs.
Fondé en 1846 par un immigrant écossais, David Dale Buchanan (1819-1874), et édité par la Natal Witness Printing and Publishing Company, le Natal Witness fut le premier journal de la colonie britannique du Natal.
Journal anglophone progressiste du matin, publié du Lundi au Vendredi le Natal Witness est, depuis 2000, l'un des titres détenus pour moitié par Media24, filiale du groupe de presse Naspers. Son édition du Week-end s'appelle Weekend Witness.
En janvier 2007, le titre du journal est abrégé simplement en The Witness.